# Geografia del Paraguay

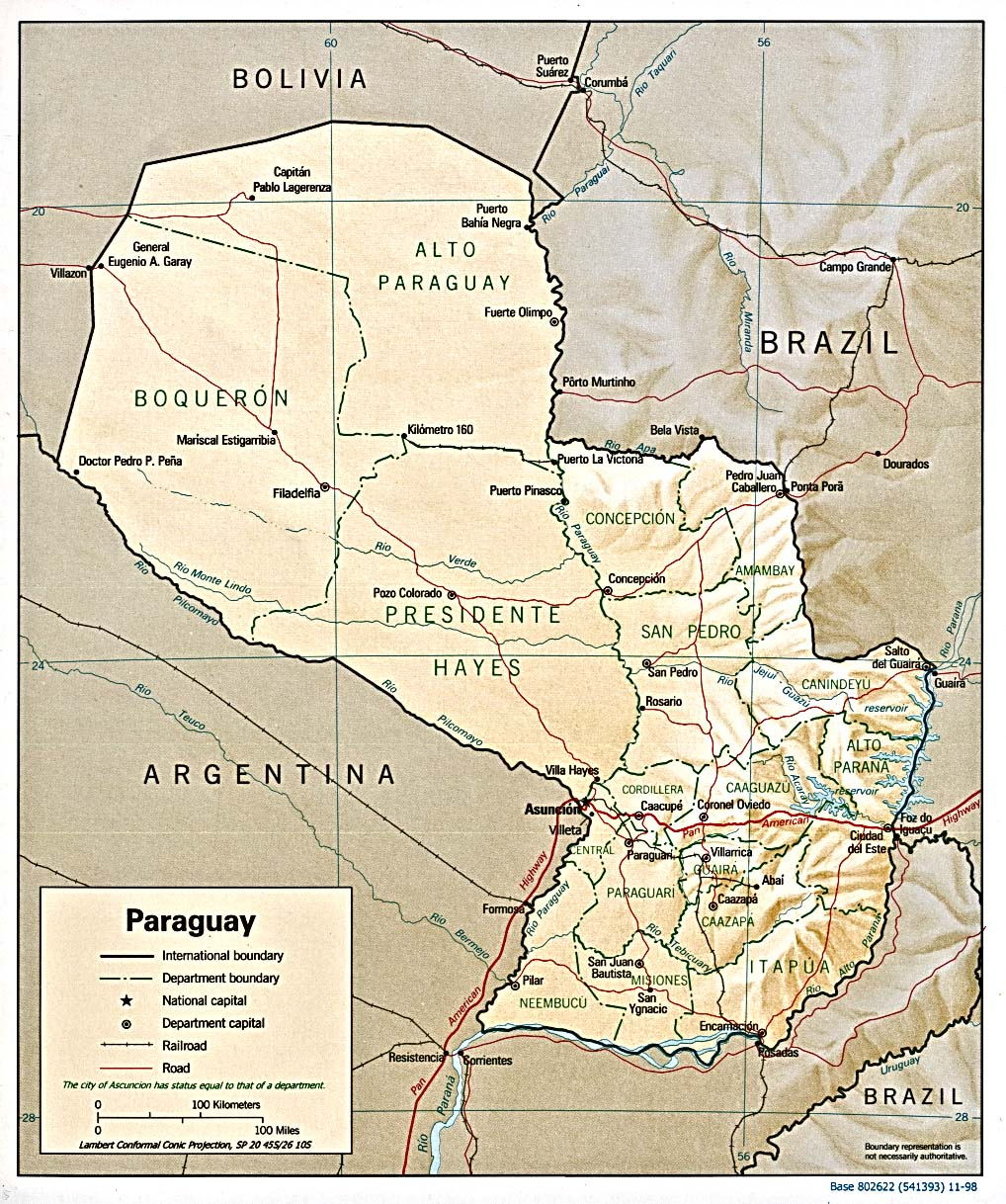
Mappa del Paraguay

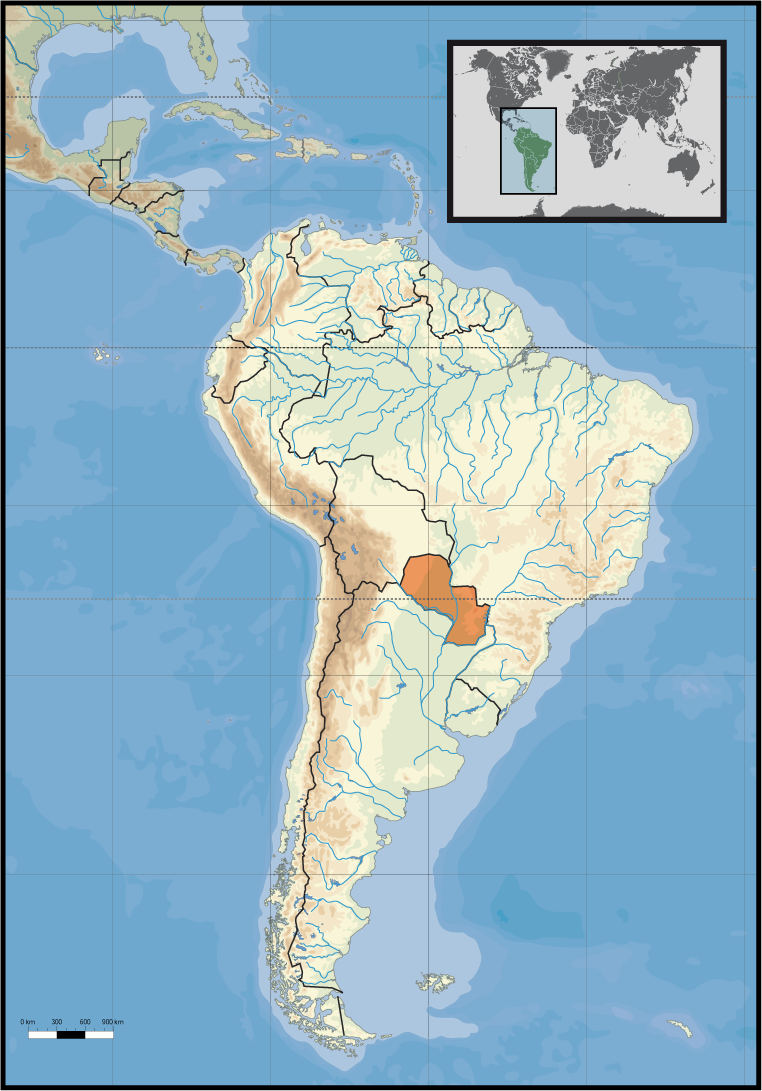
Il Paraguay in Sudamerica

Il Paraguay è uno stato dell'America meridionale.
Benché sia privo di sbocco sul mare, il suo territorio è attraversato da numerosi fiumi navigabili; uno di questi, il fiume Paraguay, ne divide il territorio in due regioni geografiche ben distinte: ad est la regione del Paraguay Oriental e ad ovest la regione del Paraguay Occidental, chiamata anche Gran Chaco.

## Dati generali

### Confini
Il Paraguay è racchiuso fra tre stati dimensionalmente molto più grandi: Bolivia, Argentina e Brasile.
Il confine nord-occidentale con la Bolivia si estende per 750 km attraverso le basse colline della regione del Chaco, il confine è stato determinato nel 1938.
Il confine tra il Chaco ed il Brasile, definito nel 1927, si estende dalla confluenza dei fiumi Apa e Paraguay verso nord lungo il corso del Paraguay, il confine settentrionale (definito nel 1872) segue il corso del fiume Paraná, le catene montuose della regione nord-est e infine il corso del fiume Apa fino alla sua immissione nel Paraguay, la lunghezza complessiva del confine col Brasile è di 1.365 km.
Il confine meridionale con l'Argentina, che ha una lunghezza totale di 1.880 km ed è stato definito nel 1876, è delimitato dai fiumi Pilcomayo, Paraguay e Paraná.

### Superficie
La superficie complessiva del paese è di 406.752 km², di cui 9.450 km² sono costituiti da acque interne.

## Morfologia[1]

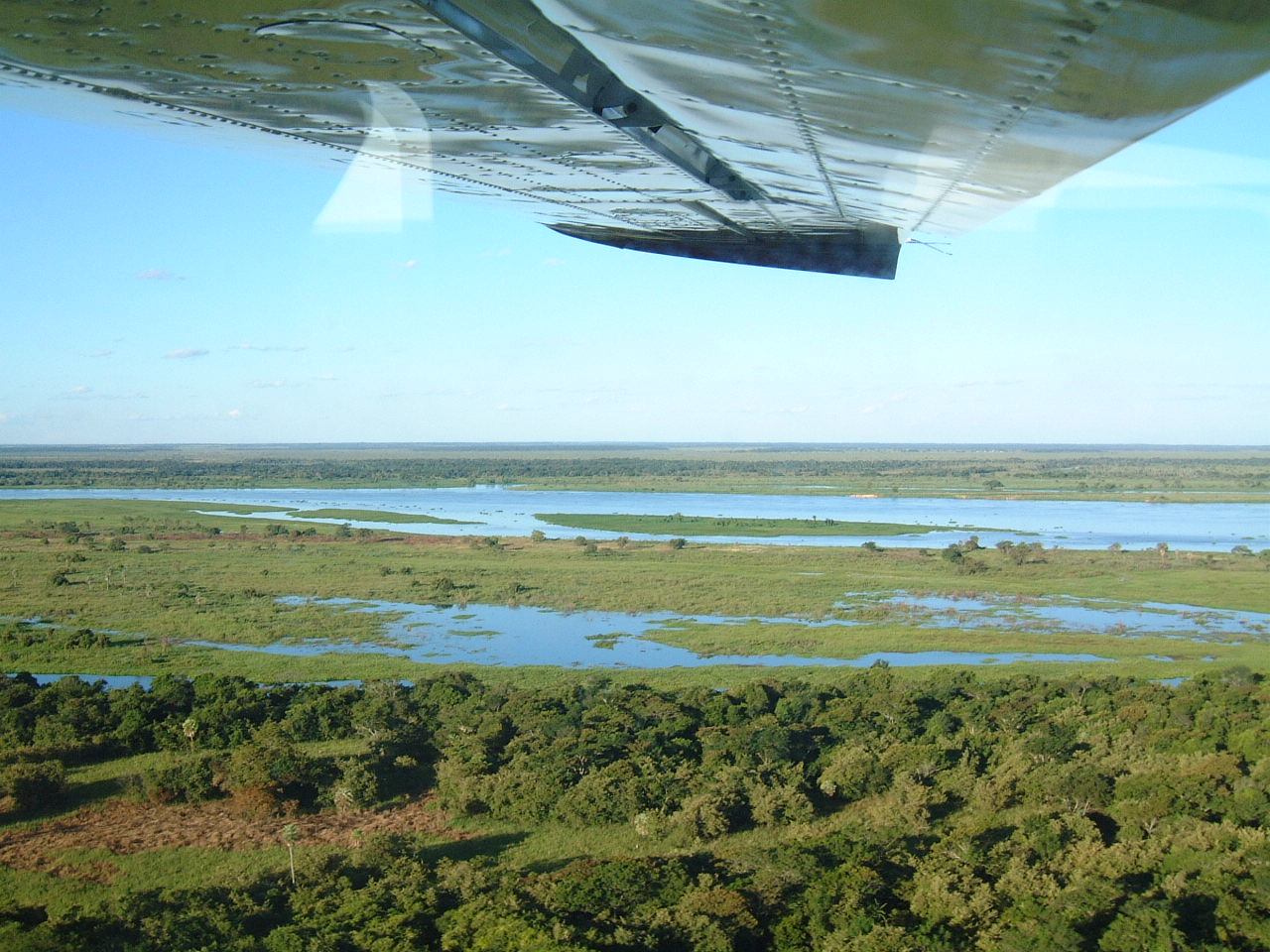
Il fiume Paraguay nel Dipartimento Presidente Hayes (Chaco)

Le due regioni geografiche del Paraguay sono la regione orientale (Paraguay Oriental) caratterizzata da un misto di pianure, monti e vallate e la regione occidentale, il Chaco, un'immensa pianura. Circa il 95% della popolazione risiede nella regione orientale che gode di un clima più favorevole.

### La regione orientale
La regione orientale (chiamata anche Region Paraneña) è costituita ad oriente da altopiani che lentamente digradano, muovendosi verso occidente, in direzione del fiume Paraguay fino a divenire, vicino alle rive del fiume, una pianura spesso inondata dalle sue piene.
La regione si estende dal fiume Paraguay verso oriente fino al fiume Paraná, al confine con l'Argentina e il Brasile. I rilievi orientali rappresentano un'estensione dell'altopiano del Brasile meridionale, il punto di massima elevazione è a circa 700 m s.l.m. Nella regione si trovano anche larghe vallate, pianure e bassipiani, l'80% circa del territorio della regione si trova sotto i 300 m s.l.m., il punto minimo è nell'estremo meridionale, alla confluenza fra i fiumi Paraguay e Paraná a 55 m s.l.m.
La regione è attraversata da corsi d'acqua che scorrono verso occidente in direzione del fiume Paraguay.
La Region Oriental si può dividere in cinque aree: l'altopiano del Paraná, l'altopiano settentrionale, la zona collinare centrale, la pianura centrale, e la pianura Ñeembucú.
A est, il boscoso altopiano del Paraná occupa un terzo della regione estendendosi dal confine settentrionale a quello meridionale del paese e per 145 chilometri verso ovest dal confine con il Brasile e l'Argentina. Il margine occidentale dell'altopiano del Paraná è delimitato da una scarpata che scende da un'altezza di circa 460 metri nella parte settentrionale fino a circa 180 metri all'estremità meridionale. L'altopiano digrada moderatamente verso est e verso sud, la sua superficie estremamente uniforme è interrotta solo dalle strette valli dove scorrono gli affluenti del fiume Paraná.
L'altopiano settentrionale, la zona collinare centrale e la pianura centrale costituiscono le terre basse comprese tra la scarpata e il Rio Paraguay. 
L'altopiano settentrionale occupa l'area a nord del fiume Aquidabán fino al fiume Apa al confine con il Brasile ed è perlopiù costituito da un altopiano ondulato di circa 180 metri sul livello del mare circa 76/90 metri più elevato della pianura situata più a meridione. La zona collinare centrale comprende la zona nelle vicinanze di Asunción. Anche se vi sono alcune superfici pianeggianti il terreno è molto vario con numerosi picchi isolati, in questa zona si trovano gli unici laghi di media dimensione del paese.
Tra questi due aree semi-montane si trova la pianura centrale, una zona di bassa elevazione che sale lentamente di quota dal Rio Paraguay in direzione dell'altopiano del Paraná. Le valli della pianura centrale, scavate dai fiumi diretti verso ovest, sono ampie e poco profonde e soggette a periodiche inondazioni. Le caratteristiche più evidenti di questa regione sono le modeste colline piatte, che si elevano per sei/nove metri dal piano erboso. Fittamente ricoperte di boschi, queste colline si estendono a volte anche per diversi chilometri quadrati e sono apparentemente formate da resti erosi di rocce appartenenti a formazioni geologiche situate più a est, le colline sono chiamate islas de Monte (isole di montagna) ed i loro margini sono conosciuti come costas (coste).
La pianura Ñeembucú è situata nell'estremo sud-ovest della regione orientale. Questa pianura alluvionale e paludosa è in lieve pendenza verso ovest-sud-ovest ed è attraversata dal fiume Tebicuary, un importante affluente del Paraguay.
Tra e formazioni orografiche della regione orientale vi sono Cordillera de Amambay, la Cordillera de Mbaracayú, e la Cordillera de Caaguazú. La Cordillera de Amambay si estende dall'estremo nord-est della regione verso sud e ad est lungo il confine con il Brasile. L'altezza media delle montagne è intorno ai 400 metri sul livello del mare, anche se il punto più alto raggiunge i 700 metri. La catena principale si estende per 200 chilometri e alcuni rami secondari degradano verso occidente in direzione del Rio Paraguay per finire nell'altopiano settentrionale.
La Cordillera de Amambay si fonde con la Cordillera de Mbaracayú, che si estende per 120 km verso est in direzione del fiume Paraná. L'altezza media di questa catena montuosa si trova a 200 metri, il punto più alto della catena, a 500 metri, si trova in territorio brasiliano. Il fiume Paraná, laddove attraversa le montagne della Cordillera de Mbaracayú all'ingresso nel territorio del Paraguay, formava la cascata di Salto del Guairá ora eliminata a causa della costruzione della Diga di Itaipú.
La Cordillera de Caaguazú si eleva all'incrocio fra le altre due catene montuose e si estende verso sud, con un'altezza media di 400 metri. Il suo punto più alto è il Cerro de San Joaquín, che raggiunge i 500 metri sul livello del mare. Questa catena non è un massiccio continuo, viene infatti interrotto da colline e rilievi coperti di boschi e prati. La Cordillera de Caaguazú si estende verso ovest dall'altopiano del Paraná verso la zona collinare centrale.
Una catena montuosa minore, la Serranía de Mbaracayú, si eleva nel punto in cui la Cordillera de Amambay e la Cordillera de Mbaracayú si incontrano. La Serranía de Mbaracayú si estende a est e poi verso sud in parallelo al fiume Paraná, l'altezza media è di 500 metri s.l.m.

### La regione occidentale (Chaco)
La regione del Chaco, che comprende oltre il 60% del territorio del paese è costituita soprattutto da pianure
Separata dalla regione orientale dal fiume Paraguay, la regione del Chaco è una vasta pianura con altitudine mai superiore a 300 metri (l'altitudine media è di 125 m s.l.m.) che degrada dolcemente verso est e verso il fiume Paraguay.
La regione, chiamata anche Gran Chaco, è suddivisa tra Alto Chaco al confine con la Bolivia, e Bajo Chaco che comprende la parte che si affaccia sul fiume Paraguay. Le basse colline nella parte nord-occidentale dell'Alto Chaco sono i rilievi più elevati del Gran Chaco. La parte più caratteristica del Bajo Chaco è l'Estero Patiño, la più grande palude del paese che ha una superficie di 1.500 chilometri quadrati.

## Idrografia[1]

### Fiumi
I fiumi e il loro corso hanno fortemente influenzato il carattere del paese. Il fiume Paraguay e fiume Paraná e i loro affluenti definiscono la maggior parte dei confini del paese, e sono utilizzati come vie di trasporto. La maggior parte delle principali città, prima fra tutte la capitale Asunción, sono porti fluviali.
Il fiume Paraguay ha un percorso totale di 2.600 km, 2.300 dei quali sono navigabili e 1.200 dei quali costituiscono un confine oppure attraversano il Paraguay. La navigazione parte dal Brasile, e durante gran parte dell'anno le navi riescono a raggiungere Concepción senza difficoltà. Imbarcazioni di medie dimensioni oceaniche a volte riescono a raggiungere Asunción, ma il corso tortuoso del fiume e la presenza di banchi di sabbia in continuo spostamento rendono spesso difficile questo tratto. Anche se lento e poco profondo, il fiume a volte esonda, formando paludi temporanee e inondando villaggi. Isole fluviali e laghi nelle immediate vicinanze del fiume attestano i frequenti cambiamenti del suo corso.
Gli affluenti principali del fiume Paraguay nella regione orientale - come il fiume Apa, l'Aquidabán e il Tebicuary - scendono rapidamente dalle sorgenti situate nell'altopiano del Paraná verso le terre più basse; lì il loro corso si amplia e diventa lento mentre scorrono verso ovest. Dopo forti piogge questi fiumi a volte inondano le pianure situate nelle vicinanze.
Con circa 4.700 chilometri di lunghezza, il Paraná è il secondo fiume più importante del paese. Da Salto del Guaira, dove il fiume entra in Paraguay, il Paraná scorre per 800 km fino a confluire nel Rio Paraguay per poi continuare verso sud e verso il Río de la Plata a Buenos Aires, Argentina. In generale, il Paraná è navigabile da navi di grandi dimensioni solo fino a Encarnación, barche più piccole possono anche andare oltre. Nei mesi estivi il fiume è abbastanza profondo da consentire alle imbarcazioni che pescano fino a tre metri di giungere a Salto del Guaira, ma la navigazione è condizionata dalla stagione. Sul corso superiore, piene improvvise possono innalzare il livello delle acque fino a cinque metri in ventiquattro ore, a ovest di Encarnación invece le rocce del letto del fiume a volte affiorano fino ad un metro dalla superficie durante l'inverno interrompendo la comunicazione tra il corso superiore del fiume e Buenos Aires.
Gli affluenti del Paraná nella regione orientale sono più brevi, rapidi e con portata inferiore rispetto agli affluenti del Paraguay.
Il terzo fiume più grande del Paraguay è il Pilcomayo che sfocia nel Paraguay nei pressi di Asunción, dopo aver delimitato il confine tra la regione del Chaco e l'Argentina. Durante la maggior parte del suo corso, il fiume è lento e paludoso, è navigabile solo da piccole imbarcazioni. Quando il Pilcomayo esonda alimenta l'area paludosa dell'Estero Patiño.